# Waljanzin Akudowitsch

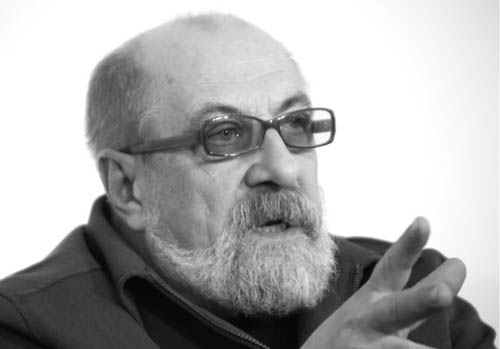
Waljanzin Akudowitsch (2009)

Waljanzin Akudowitsch  (geboren 1950 in Swislatsch, Rajon Swislatsch, Weißrussische Sozialistische Sowjetrepublik) ist ein belarussischer Philosoph, Autor und Literaturkritiker.
Akudowitsch  absolvierte das Maxim-Gorki-Literaturinstitut in Moskau.

## Schriften (Auswahl)
- Die Apokalypse, die es nicht gegeben hat. Waljanzin Akudowitsch und seine Sicht von Tschernobyl. Aus dem Russ. von Ganna-Maria Braungardt. In: Peter Jaeggi (Hrsg.): Tschernobyl für immer: von den Atombombenversuchen im Pazifik bis zum Super-GAU in Fukushima ; ein nukleares Lesebuch. Lenos, Basel 2011 (Beitrag).
- Der Abwesenheitscode. Versuch, Weißrussland zu verstehen. Aus dem Russ. von Volker Weichsel. Mit einem Nachw. von Martin Pollack. Berlin : Suhrkamp, 2013 (zuerst Minsk 2007)
- Wir brauchen einen radikalen Strategiewechsel. Aus dem Belarussischen von Thomas Weiler. In: Artur Klinaŭ: PARTISANEN. Kultur_Macht_Belarus. Berlin: edition.fotoTAPETA 2014